# Dorceau
Dorceau is een plaats en voormalige gemeente in het Franse departement Orne (regio Normandië) en telt 383 inwoners (1999). De plaats maakt deel uit van het arrondissement Mortagne-au-Perche. Op 1 januari fuseerde Dorceau met de gemeenten Bellou-sur-Huisne en Rémalard tot de gemeente Rémalard en Perche. 

## Geografie
De oppervlakte van Dorceau bedraagt 14,4 km², de bevolkingsdichtheid is 26,6 inwoners per km².
De onderstaande kaart toont de ligging van Dorceau met de belangrijkste infrastructuur en aangrenzende gemeenten.

## Demografie
Onderstaande figuur toont het verloop van het inwonertal (bron: INSEE-tellingen).